# سوسمارماهی شنی
سوسمارماهی شنی (نام علمی: Synodus dermatogenys) نام یک گونه از تیره سوسمارماهیان است.